# 安田一雄
安田 一雄（やすだ かずお、1920年3月 ‐ 1999年3月）は、日本のアナウンサーである。

## 経歴
- 1944年（昭和19年）、NHK（当時は社団法人日本放送協会。現在の特殊法人日本放送協会）に入局（同期には来栖琴子、近藤富枝）[3]。1945年（昭和20年）8月6日、同局に在籍していた広島市に原子爆弾が投下された時、「広島放送局は健在です」などとアナウンスを流したこともあった。
  - 実際の広島放送局は、上流川町にあった放送局舎（演奏所等）は壊滅し、生き残った職員は原ラジオ放送所（当時、安佐郡祇園村）に集合し、予備スタジオを使って翌7日からローカル放送を再開した。ただ当時の日本ではそのような現状を伝えるのはほぼ不可能だった。
- その後、ラジオ東京（会社としては、後の東京放送→現在のTBSホールディングス。放送局としては、現在のTBSラジオ[注釈 1]、TBSテレビ[注釈 2]）の設立・開局に際し、経験者採用で、1951年（昭和26年）10月に入社[4][5]。1953年3月、調査局考査部に異動し、アナウンサー職を離れた後、1954年12月、編成局文芸部。総務局総務部。1957年5月、人事部。1963年7月、報道局報道事務課。1965年2月、ニュース部。1967年10月、テレビニュース部。1969年12月、テレビ本部制作局庶務部。1975年2月、泉放送制作へ出向と[2]、1975年（昭和50年）3月、当時の定年となる年齢55歳まで同局で勤めあげた[1][2]。
  - 同期となったアナウンサーの内、安田と同じくNHKや旧満州に設置されていたラジオ放送局出身者（経験者採用）としてNHK第1期生の上松康郎、NHK出身の平野貞一、NHK鹿児島に勤務していた吉村光夫、大連・奉天中央放送局の小高芳雄、満州放送総局の渡辺仁三、新京放送局の植村二三子、高橋百合子が、また新人（第1期生）としては芥川隆行、池谷三郎、市原信義、稲川英雄、財前和夫、沢弘三、高野啓二、永井資久、若林漸、大野方子、高杉恵津子、玉井和子、楢木昭子、本田節子、武藤和子の名もある。[4][5]
- 1999年3月、79歳没[2]。

## 出演番組
- マイクは探る（1951年）[1][2]
- レター・クイズ（1952年）[1][2]
- ロマンス・クイズ（1952年）[1][2]